# دومین غزوه وادی القری
دومین غزوه وادی القری در ژانویه سال 628 میلادی، نهم ماه 6 هجری قمری صورت گرفت    غزوه توسط زید بن حارثه یا ابوبکر برای انتقام از یک کمین انجام شد. توسط بنی فزاره علیه گروهی متشکل از 12 پیشاهنگ به رهبری زید بن حارثه برای نظارت بر اطراف انجام شد. مدینه در برابر حملات قبایل متخاصم. شب هنگام خواب به حزب حمله شد، نه مسلمان کشته شدند، خود زید بن حارثه پس از تحمل چندین جراحت فرار کرد. 

## پس زمینه
زید بن حارث به یک لشکرکشی تجاری به شام رفت و با او تجارت یاران محمد (ص) بود. هنگامی که در نزدیکی وادی القری بود با گروهی از قبیله فزاره بنی بدر ملاقات کرد. بر او و یارانش حمله کردند و آنچه را که نزد آنان بود ربودند. 
تعدادی از یارانش کشته شدند و خودش مجروح از میدان حمل شد. زید نذر کرد که سر خود را برای طهارت تشریفات نشوید (یعنی نذر کرد که از آمیزش خودداری کند) تا زمانی که با مردم فزاره نبرد کند. 

## حمله انتقام جویانه
پس از بهبودی وی از مجروحیت و اقامه نماز صبح به گروهان دستور حمله به دشمن داده شد. در وادی القری به آنها حمله کرد و تلفات سنگینی بر آنها وارد کرد. برخی از آنها کشته و برخی دیگر اسیر شدند. در مجموع 30 سوار کشته شدند، از جمله رهبر که پیرزنی به نام ام قرفه بود. 
ام قرفه، عمه عُیینه را نزد محمد برد. زید نیز دختر ام قرفه را به اسارت گرفت و به محمد داد و او در ازای اسیران مسلمان (بر اساس مجموعه احادیث صحیح مسلم ) او را به مکه ها داد.